# 李再瀛
李再瀛（?—?），贵州黔西人，清朝政治人物，同進士出身。
乾隆五十四年（1789年）己酉科進士，三甲二十名，官禮部儀制司主事。